# Terrance Sinapati
Terrance Sinapati (15 ottobre 1980) è un calciatore samoano americano, difensore del PanSa East e della nazionale di calcio delle Samoa Americane. Suo fratello Travis Pita Sinapati è suo compagno al PanSa East, oltre ad essere stato capitano della nazionale.

## Carriera

### Nazionale
Tra il 2002 ed il 2011 ha giocato 9 partite in nazionale, tra cui 3 partite nelle qualificazioni ai Mondiali del 2010 ed una partita di qualificazione alla Coppa delle nazioni oceaniane.